# Kissufim
Kissufim (hebräisch כִּסּוּפִים Kissūfīm, deutsch ‚Sehnsüchtige‘ [nach dem Lande Israel], im Plural) ist ein 1950 gegründeter israelischer Kibbuz. Die Gründer, Mitglieder von zionistischen Gruppen aus Nord- und Südamerika, beschrieben ihre Einstellung durch den Ortsnamen: „die, die Sehnsucht (nach dem Land Israel) haben.“
Kissufim liegt in der Regionalverwaltung Eschkol, wenige Kilometer von der Grünen Linie zum Gazastreifen, wie das Königreich Ägypten und Israel sie im Waffenstillstand 1949 festgelegt hatten. 2018 zählte er eine Bevölkerung von 238 Personen.

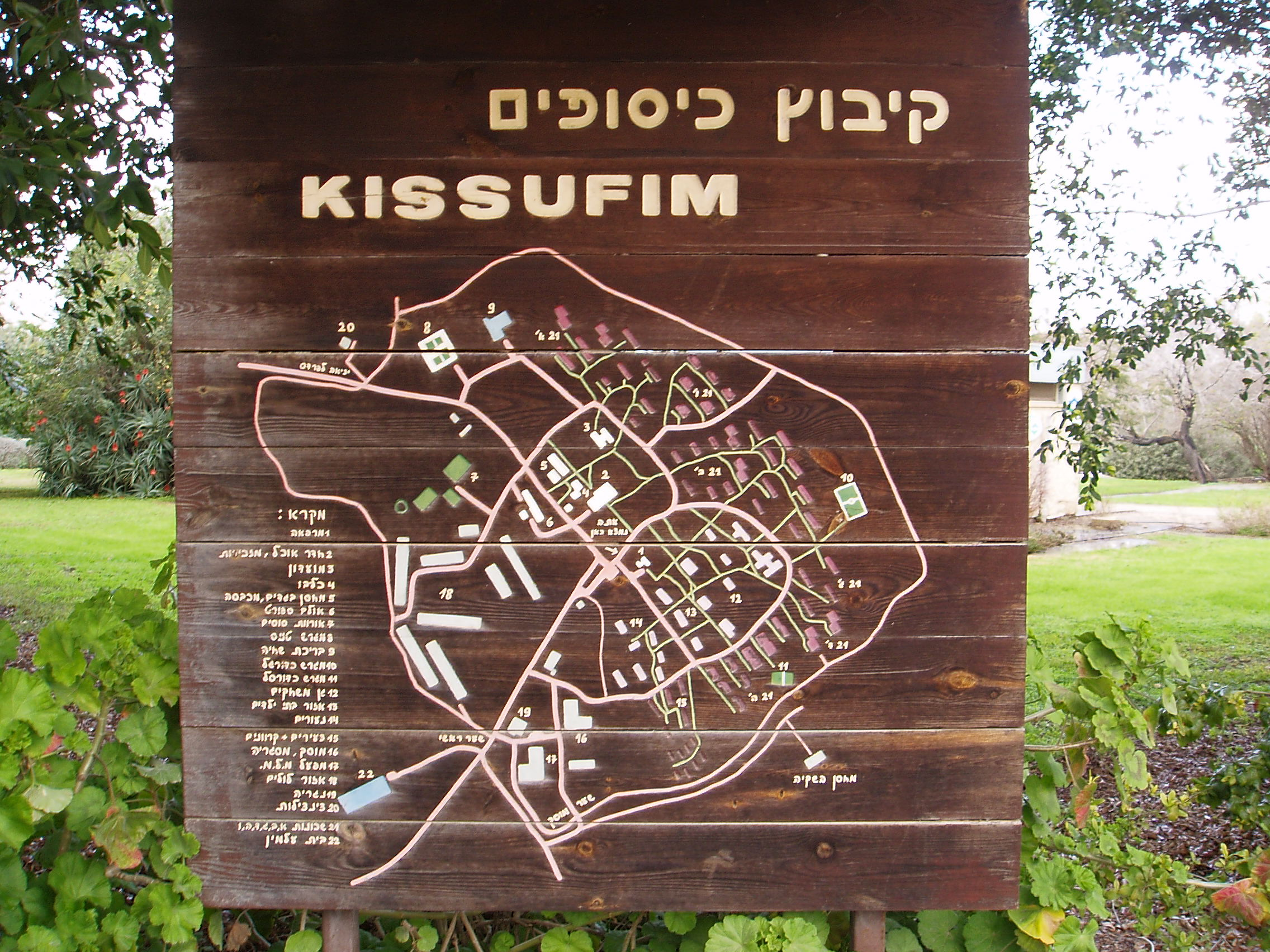
Karte Kissufims auf einem Schild im Kibbuz

Wirtschaftlich setzt der Kibbuz auf Milchproduktion, eine Hühnerzucht, Zitronen- und Avocadogärten sowie die Vermietung von Land an die israelische Armee. Früher besaß der Kibbuz eine Fabrik, die Brillengestelle aus Plastik produzierte.
Der Kissufim-Übergang wurde nach diesem Kibbuz benannt und war der Hauptübergang durch die Sperranlage um den Gazastreifen nach Israel für israelische Siedler des Gusch Katif. Er wurde für den ankommenden israelischen Verkehr am 15. August 2005 als Teil des Abkoppelungsplans geschlossen. Die letzten israelischen Soldaten verließen den Gazastreifen durch diesen Übergang und schlossen das Tor am Morgen des 12. September 2005. Damit endete der vollständige Abzug der Israelis aus dem Gazastreifen; das bedeutete zugleich das Ende von 38 Jahren Besetzung.
Seit 2007 zählt Kissufim zum so genannten Gaza Envelope, dem Grenzgebiet entlang der Grünen Linie mit zahllosen Einschlägen aus dem Gazastreifen, das Israels besonderer steuerlicher Förderung unterliegt.

## Hamas Angriff 2023 und Massaker
Am 7. Oktober 2023 drangen ca. 70 Hamas-Terroristen zum Massaker in Kissufim ein. Bei dem Angriff starben sechs thailändische Arbeiter, acht Bewohner des Kibbutz, acht Soldaten der IDF und eine unbekannte Zahl an Hamas-Terroristen. Mindestens drei Bewohner wurden entführt. Eine Selbstverteidungseinheit des Kibbutz erschoss mehrere Hamas-Terroristen.
Ein Zug des 51. Bataillons der Golani-Brigade erreichte den Kibbutz und wurde in einen mehrstündigen Kampf verwickelt. Am Abend des 7. Oktober gelang es der Einheit der IDF, die sich in ihren Häusern verschanzten Bewohner zu evakuieren. Sämtliche Einwohner wurden in das Dead Sea Hotel evakuiert.